# Chaehyun
Kim Chaehyun (hangul: 김채현, Busan, 26 de abril de 2002) mais conhecida apenas como Chaehyun (hangul: 채현) é uma cantora sul-coreana. É integrante do grupo feminino Kep1er, formado em 2021 através do reality show de sobrevivência da Mnet, Girls Planet 999, no qual a artista alcançou o primeiro lugar do ranking.

## Vida e carreira
Chaehyun nasceu em Yeonje-gu, em Busan, na Coreia do Sul. É a filha mais nova dos seus pais, tendo um irmão mais velho.

### Pré-estreia
Chaehyun estava no segundo ano do ensino médio na Escola Secundária Yeonje em Busan, quando abandonou os estudos e se mudou para Seul para seguir o seu sonho de se tornar num idol de K-pop. Em vez de escola, ela passou os exames de equivalência de graduação do ensino fundamental e médio.
Chaehyun se tornou estagiária na SM Entertainment aos 13 anos e treinou sob a empresa por cerca de 6 anos ao lado de outras estagiárias que de seguida se tornaram membros do aespa: Ningning, Karina e Winter, até sua saída da empresa entre 2019 e 2020.
Chaehyun ainda treinou 2 anos individualmente antes de ser recrutada pela empresa WAKEONE.

### 2021-atualmente: Girls Planet 999, Kep1er
No dia 7 de julho de 2021, Chaehyun foi confirmada como concorrente no novo reality show da Mnet, Girls Planet 999, junto com outras participantes, através do trailer do prólogo publicado no YouTube. 
Seu perfil oficial foi divulgado em 18 de julho de 2021. O programa foi ao ar no dia 6 de agosto e terminou no dia 22 de outubro de 2021. 
Na final do show, foi revelado que ela alcançou o primeiro lugar do ranking, tornando-a integrante e centro do Kep1er.
No dia 3 de Janeiro de 2022, Chaehyun se estreou com o grupo com o lançamento do primeiro álbum First Impact.
Pouco depois de sua estreia, Chaehyun foi selecionada como MC no programa de entretenimento musical The Show, exibido na SBS MTV, juntamente com Minhee do CRAVITY.